# Dalbert Henrique
Dalbert Henrique Chagas Estevão, född 8 september 1993 i Barra Mansa, mer känd som Dalbert, är en brasiliansk fotbollsspelare som spelar för Sport Recife.

## Karriär
Den 3 oktober 2020 lånades Dalbert ut av Inter till franska Rennes på ett låneavtal över säsongen 2020/2021. Den 21 juli 2021 lånades han ut till Cagliari på ett säsongslån.
I september 2023 återvände Dalbert till Brasilien och skrev på ett kontrakt över resten av året med Internacional. I april 2024 skrev han på ett ettårskontrakt med option på ytterligare ett år med Sport Recife. I december 2024 utnyttjade Sport Recife optionen och kontraktet förlängdes med ett år.